# Festa di san Martino (Bruegel)
La Festa di san Martino è un dipinto a tempera su tela (148×270,5 cm ) di Pieter Bruegel il Vecchio, databile al 1565-1568 e depositato nel Museo del Prado.

## Storia
L'opera, in cattive condizioni di conservazione, è stata riscoperta e pubblicata solo nel settembre 2010. Da allora è stata affidata al museo del Prado per la divulgazione e il restauro, acquistandolo infine a un prezzo di favore, inferiore alla quotazione di mercato. Si sono scoperte con gli studi tracce della firma frammentaria, che confermerebbero l'autografia. Ciò ne farebbe la più grande opera di Bruegel nota, scalzando la Salita al Calvario di Vienna.
L'opera è forse quella citata in un inventario Gonzaga a Mantova all'inizio del XVII secolo, anche se la menzione antica più probabile è quella che vede l'opera già in Spagna, tra le raccolte dell'aristocratico Luis Francisco de la Cerda, nono duca di Medinaceli. 
Al Kunsthistorisches Museum esiste una copia del dipinto verosimilmente di un figlio o un familiare di Bruegel.

## Descrizione e stile
Sullo sfondo di un villaggio, una folla di contadini si ammucchia sopra e attorno a una grande botte, dal quale viene elargito vino gratuito in occasione della festa di san Martino. Il santo è rievocato nel gruppo a destra del cavaliere che taglia il suo mantello. 
Nella mischia di personaggi sono rappresentati i più vari sentimenti umani, spesso negativi, derivati dal consumo eccessivo della bevanda alcolica: ecco che a sinistra un uomo è svenuto rompendo anche la brocca che tiene in mano, mentre poco sopra due uomini si azzuffano con furia. Due amici sembrano ignorare il richiamo di una croce posta lungo la strada e saltellano allegri senza prestare attenzione, mentre più a sinistra una madre sta dando da bere al suo bambino.